# Internationale luchthaven Hang Nadim
De Internationale luchthaven Hang Nadim (IATA: BTH, ICAO: WIDD) (Indonesisch: Bandar Udara Internasional Hang Nadim) is het vliegveld van de stad Batam, dat ligt op het oostelijke deel van het gelijknamige eiland. Hang Nadim heeft een van de langste startbanen in Indonesië.
Anno 2017 ervaart de luchthaven veel concurrentie van het nabij-gelegen Changi (Singapore).

## Galerij

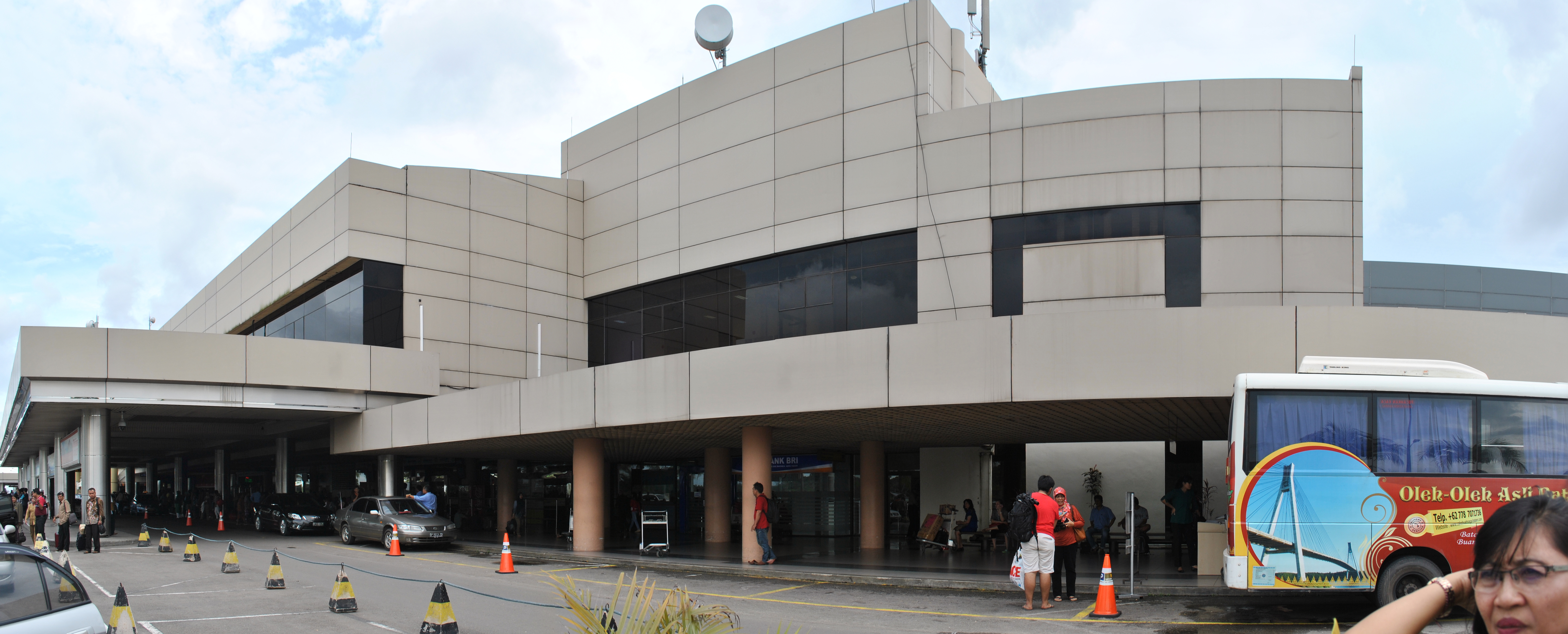
Ingang terminal-gebouw.
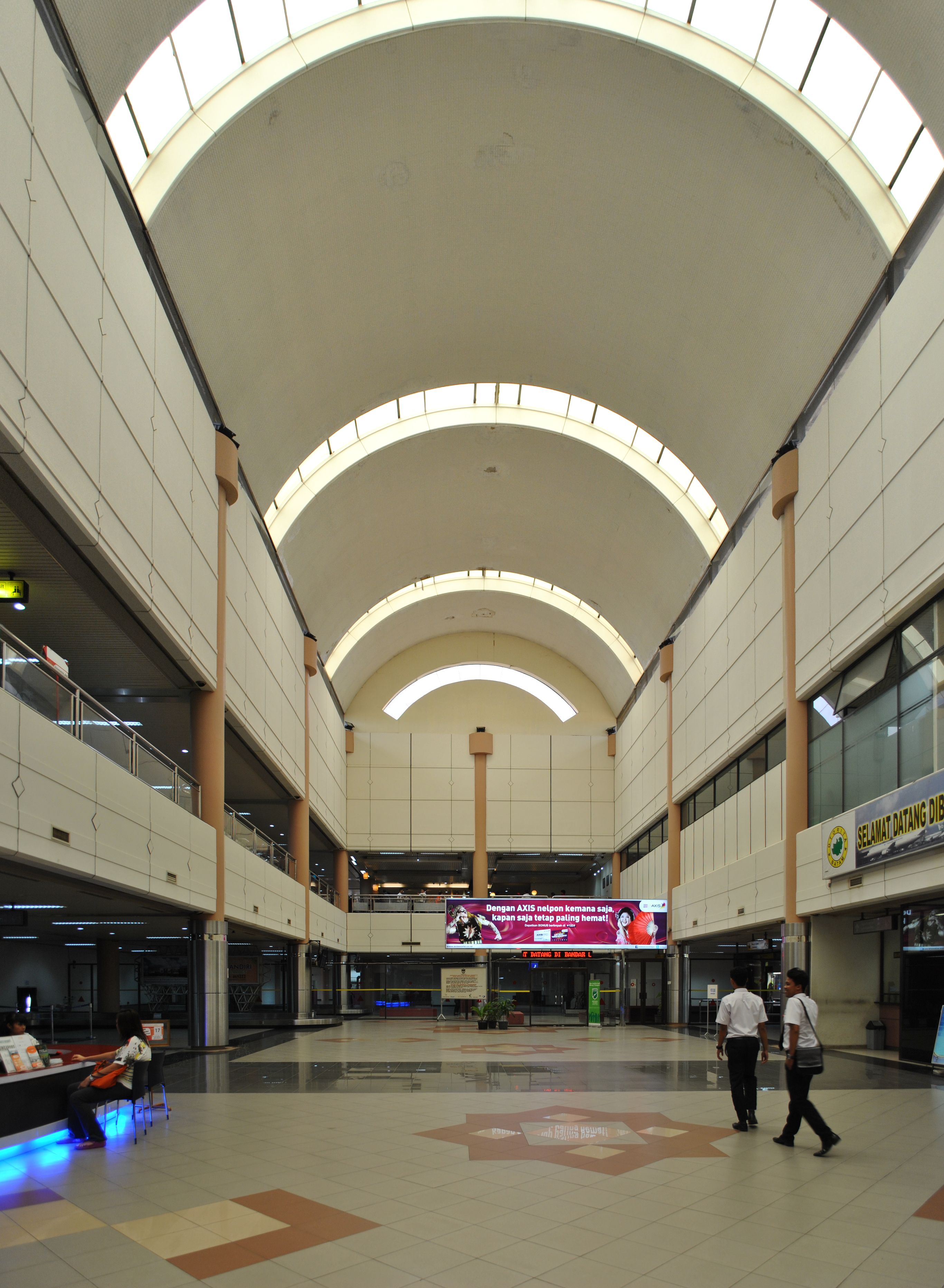
Terminal
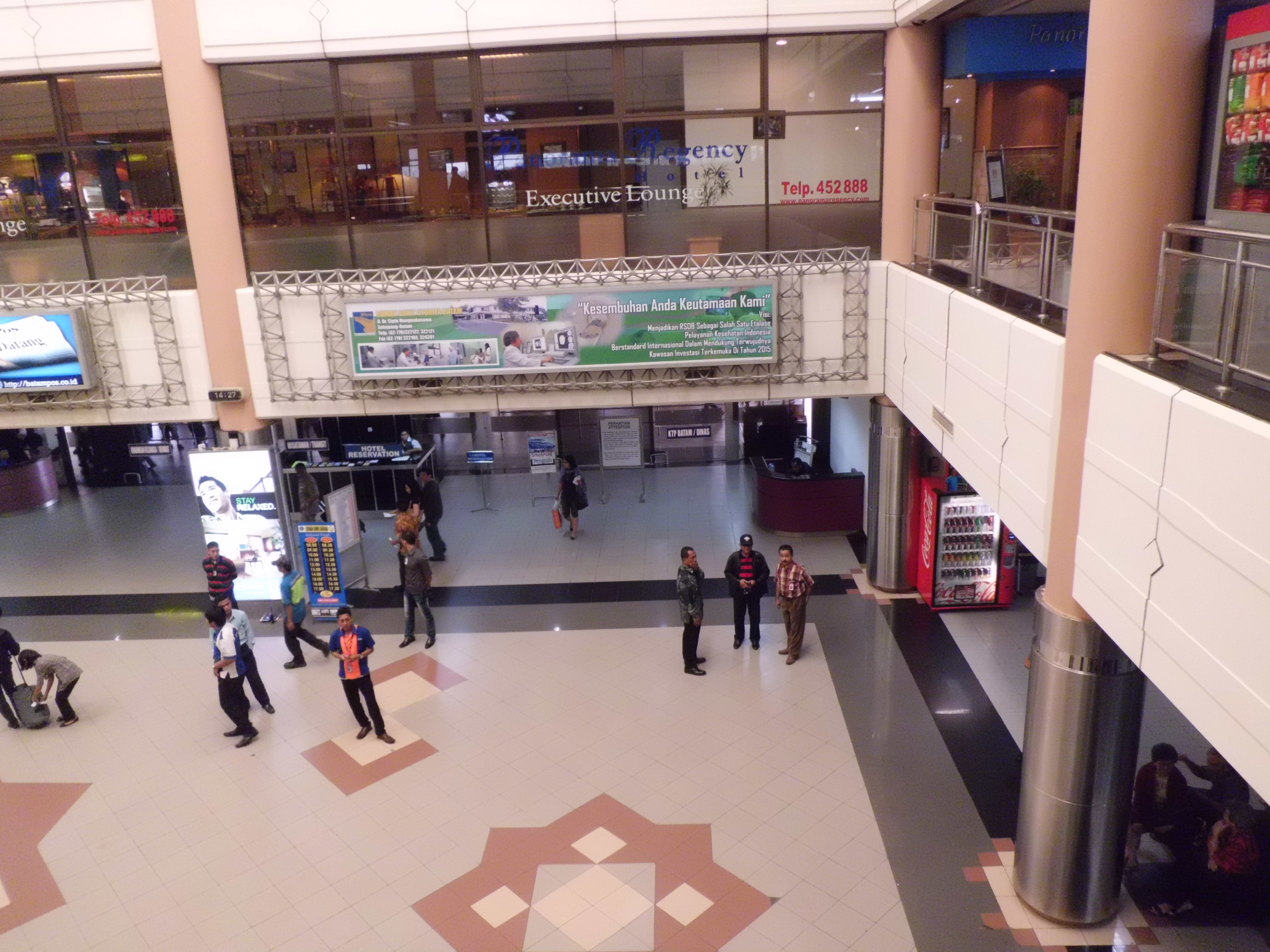
Aankomsthal
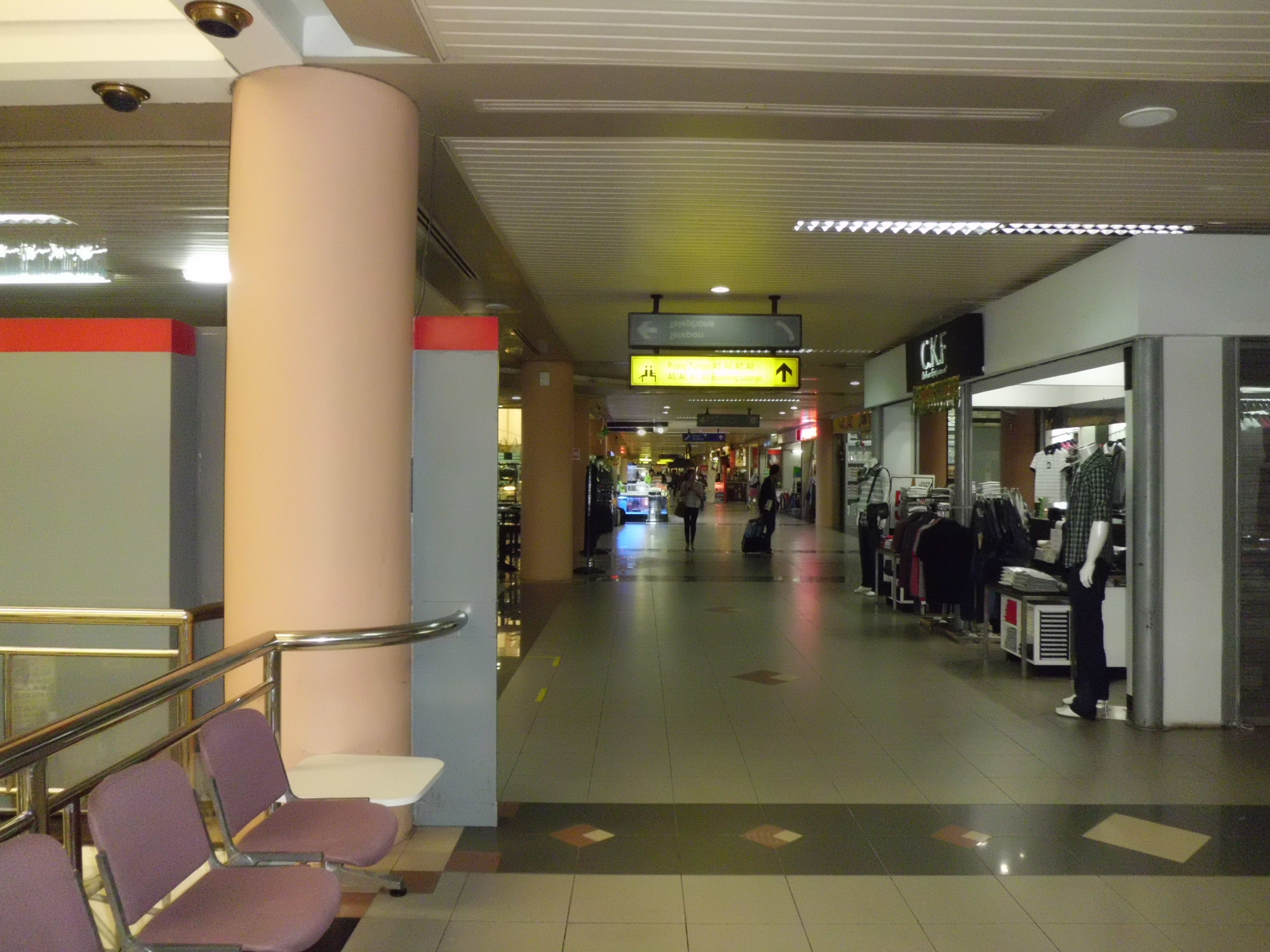
Winkelgebied